# 世界自由民主連盟
世界自由民主連盟（せかいじゆうみんしゅれんめい、World League for Freedom and Democracy, 略称：WLFD）は、反共産主義の政治家や団体で構成される国際的な非政府組織。世界各地の反共団体を糾合して、1966年に作られた世界反共連盟（World Anti-Communist League, 略称：WACL）が前身である。1991年1月1日付で現在の名称に変更した。

## 歴史

### 反ボルシェビキ国家連合

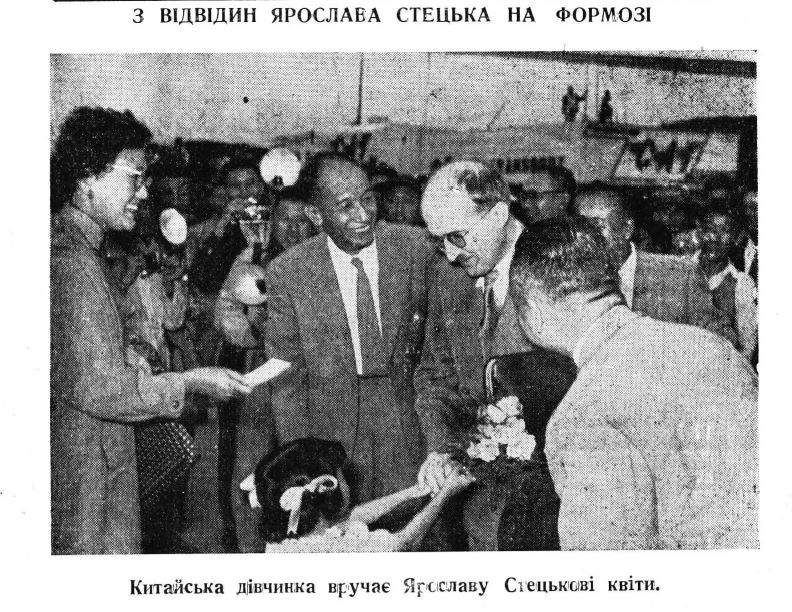
台湾を訪れたステツコ

第二次世界大戦中、ウクライナの独立運動に参加していたヤロスラフ・ステツコはナチス・ドイツに逮捕されたのち転向し、ユダヤ人の虐殺に手を染め、1946年4月に反共団体反ボルシェビキ国家連合（ABN）をドイツで結成した。中華民国総統の蒋介石の言動に共鳴していたステツコは1950年代後半に台湾をしばしば訪問した。

### アジア太平洋反共連盟

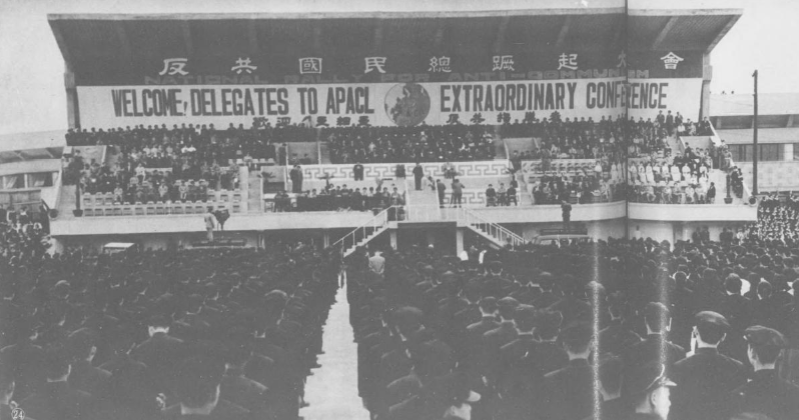
1962年5月10日から15日にかけて、「アジア太平洋反共連盟臨時大会」がソウルで開かれた。

1954年6月15日から18日にかけて、大韓民国大統領の李承晩の提唱に基づき、同国の鎮平の海軍基地でアジア人民反共連盟（Asian People's Anti-Communist League, APACL）の第1回大会が開催された。APACLはのちに、アジア太平洋反共連盟（Asian Pacific Anti-Communist League）へ名称変更する。略称は不変。
1956年3月9日から12日にかけて、フィリピンのマニラで第2回大会が開催された。
1958年、メキシコシティで世界反共連盟（WACL）設立準備会議が開催され、全世界レベルの組織へ拡大する準備が始まる。準備会議で、WACL設立の工作資金はCIAのアジア担当責任者だったレイ・クラインを通じてCIAから拠出されたと言われている。設立準備会議にはABN代表のヤロスラフ・ステツコも参加した。その後、ステツコの反共グループは東欧から南米に逃れた。
1961年5月16日、韓国で朴正熙、金鍾泌らによって軍事クーデターが起こり、朴が権力を掌握。6月10日には諜報機関である大韓民国中央情報部（KCIA）が設立された。朴政権は9月30日に再建国民運動法を改正し、「勝共（승공）」という言葉を編み出した。朴政権ならびにKCIAの庇護の下、反共運動に邁進したのが文鮮明を教祖とする統一教会（現・世界平和統一家庭連合）であった。ステツコの反共グループは韓国でその文鮮明を見出す。
同年5月、フィリピンのマニラで第7回大会が開催された。同大会で翌年の開催国は日本と決まった。
1962年、日本は大会の時期を5月から10月に延期すると発表した。南ベトナムや中華民国は遺憾の意をあらわし、同年5月、ソウルで臨時大会が開かれた。
同年10月1日から5日にかけて、東京商工会議所ビルで「アジア人民自由擁護大会」の名で大会が開かれた。大会議長は岸信介。副議長は加瀬俊一。主席委員は谷正之、高杉晋一、松下正寿、長谷川才次。

### 世界反共連盟
1966年11月3日から8日にかけて、ソウルでAPACLの第12回大会が開催された。韓国は世界反共連盟憲章を提案し、本会議で採択された。これによりAPACLを改組して拡大化し、世界反共連盟（World Anti-Communist League, WACL）を設立することが決まった。台湾が第1回総会の開催を担当することも決められた。WACLの創設にはヤロスラフ・ステツコが大きな役割を担った。創設時の中心メンバーは台湾の蒋介石、韓国の朴正熙、笹川良一、児玉誉士夫、そして文鮮明の5人だった。爾来世界各地で年次総会を開催し、統一教会など多数の組織が参加。
1978年にはロジャー・ピアソンがWACL議長に就くものの、ネオナチに関与していた事、同年ワシントン・ポストによる批判記事により、WACLを除名されるか、少なくとも議長退任を余儀無くされたものと見られる。
アメリカ合衆国の政治家からも支援を受けており、有名な所では1980年代初頭アメリカ合衆国世界自由評議会（USCWF、後述）に属し、2008年大統領選挙に出馬したジョン・マケイン下院議員（共和党、アリゾナ州選出）がいる。ただし、マケインは1984年に同評議会を脱退、1986年にはWACLの賛同者を降りたという。
世界中の反共主義組織へ財政的物質的支援を行ってきたが、就中1980年代半ばには南アフリカや中米、アフガニスタンの他極東において、反共反抗運動に対し武器を供給するようになった。また、1980年代を通じてニカラグアのコントラを支援するなど、南米でも活動を行う事となる。
この間、ネオナチや第二次世界大戦の戦犯を支援したとして批判を受けており、死の部隊や暗殺と結び付ける者まで存在した。表向きにはフィリピンでコラソン・アキノに、モザンビークではモザンビーク民族抵抗運動（RENAMO）に支援を行っておきながら、所謂「殺人部隊」を形成したとの説もある。

### 世界自由民主連盟
1990年7月23日、WACLはベルギーのブリュッセルでの第22回総会を開催し、世界的な政治的変化に適応して、組織を改称することを決議した。決議は1991年1月1日に発効し、WACLは世界自由民主連盟（WLFD）と改称した。
台湾及び韓国が引き続き支援を行っており、2013年の世界自由日（1月23日）記念式典には60の国と地域から400名が出席、併せてWLFD年次総会も開かれた。
歴代指導者は終身名誉議長だった谷正綱をはじめとして中国国民党の関係者が務めており、国民党の政権復帰で中華民国総統になった馬英九は2009年、2011年、2013年、2016年の世界自由日記念式典に出席していた。

## 歴代指導者
- 谷正綱[25]
- 張建邦（中国語版）
- 趙自斉（中国語版）
- 饒穎奇（中国語版）

## テロリスト
WACLには元ナチ党員やファシスト (例えば鉄衛団やウスタシャのメンバー)、ユダヤ人の虐殺に加担した人物が多数関係していたことが知られている。元ナチ党員以上に影響力が大きかったのが、ナチス占領地域 (クロアチア、ルーマニア、スロヴァキア、リトアニア、ラトビア) でナチスに協力した活動家たちである
。ジョン・リー・アンダーソンとスコット・アンダーソンによる共著『インサイド・ザ・リーグ』では、代表的な人物としてチリラ・チュントゥ (Chirila Ciuntu)、ヤロスラフ・ステツコ、ステパン・ヘファーの3人の名前があげられている。チュントゥはルーマニアのファシスト準軍組織・鉄衛団の残党、ステツコはウクライナ出身のユダヤ人虐殺者、ヘファーはクロアチアの元ウスタシャである。

## 国及び地域支部
WACLのアメリカ合衆国支部であるアメリカ合衆国世界自由評議会（USCWF）は、1981年、ジョン・カーク・シングローブ（en:John K. Singlaub）大佐が設立。シングローブは国連軍及び米韓連合司令部にて参謀長を務めていたが、ジミー・カーター大統領による在韓米軍の削減方針を批判したため、1977年に解任された。その後1980年にはWACLに入り、USCWF設立に至った。
USCWFはイラン・コントラ事件でニカラグアのゲリラを支援して非難を浴びており、1981年には名誉毀損防止同盟（ADL）の監視下に置かれ、「過激派や人種差別主義者、反ユダヤ主義者の溜まり場」になりつつあるとまで言わしめている。これを受け、USCWF及びWACLは1980年代、当該者の除名とADLから監視者の招聘を行う事となる。その結果、ADLは「1981年以降、人種差別者及び反ユダヤ主義者がいなくなり、相当の進歩が見られるようになった事を確信する」との声明を出す。

## 加盟組織
以下に加盟組織を掲げるが、現在は加盟していない、乃至は現存しない組織も含む事に留意されたい。
- アルゼンチン - ホルヘ・ラファエル・ビデラ軍事独裁政権[34]
- ボリビア - 国民民主行動[35]
- 中華民国 - 中国国民党
- エルサルバドル - 国民共和同盟[36]
- グアテマラ - 国民解放運動
- イタリア - イタリア社会運動、国民前衛[37]
- 日本 - 自由民主党、笹川良一[38]
- メキシコ - テコス[39]
- ニカラグア - コントラ
- パラグアイ - コロラド党[40]
- フィリピン - 国民党（フェルディナンド・マルコス及びキルサン・バゴン・リプナン党首時代）[41]
- 韓国 - 民主正義党[42]
- 南ベトナム - 国民社会民主戦線[43]
- ウクライナ -  ヤロスラフ・ステツコ ステパーン・バンデーラ ウクライナ民族主義者組織、反ボリシェビキ国家連合
- アメリカ合衆国 - ロジャー・ピアソン[44][45]